# Artabotrys inodorus
Artabotrys inodorus là loài thực vật có hoa thuộc họ Na. Loài này được Zipp. mô tả khoa học đầu tiên năm 1865.